# 144907 Whitehorne
144907 Whitehorne è un asteroide della fascia principale. Scoperto nel 2004, presenta un'orbita caratterizzata da un semiasse maggiore pari a 2,9666158 UA e da un'eccentricità di 0,1064777, inclinata di 0,50468° rispetto all'eclittica.
L'asteroide è dedicato a Mary Lou Whitehorne, vicepresidente della Royal Astronomical Society of Canada all'epoca della denominazione.